# Isolation (토토의 음반)
《Isolation》은 미국의 록 밴드 토토의 다섯 번째 스튜디오 음반으로, 1984년 10월 18일에 발매되었다. 이 음반은 마이크 포카로가 베이시스트로 처음 참여한 작품이며, 퍼기 프레데릭센이 메인 보컬로 참여한 유일한 음반이기도 하다. 《Isolation》은 전작 《Toto IV》만큼의 인기를 얻지는 못했지만, 골드 레코드를 달성했으며 밴드의 메인스트림 록 차트 최고 순위곡인 〈Stranger in Town〉 (7위)을 배출했다. 이 음반의 수록곡들은 1985년 Isolation World Tour 이후 라이브 공연에서 비교적 자주 연주되지 않았다.

## 배경 및 녹음
《Toto IV》가 그래미 어워드를 수상하며 큰 성공을 거두었음에도, 토토는 이 음반을 위한 미국 투어를 진행하지 않기로 결정했다. 이 결정은 이후 스티브 루카서가 "미국 아레나 록 밴드"로 도약할 기회를 놓쳤다며 아쉬움을 표한 바 있다. 투어를 주저한 이유 중 하나는 리드 보컬리스트 보비 킴볼의 지속적인 약물 관련 개인 및 법적 문제 때문이었다. 밴드는 《Isolation》 녹음 세션을 시작하면서 킴볼이 심각한 보컬 문제를 겪고 있었다고 전해진다. 킴볼은 이후 자신이 음반의 모든 곡에서 리드 보컬을 불렀다고 주장했지만, 루카서는 그가 실제로 리드 보컬을 녹음한 곡은 〈Lion〉 단 한 곡뿐이었다고 밝혔다. 그 곡조차도 녹음에 수 주가 걸렸는데, 이는 킴볼이 세션에 자주 불참했으며, 참석하더라도 음역대 상단의 보컬을 소화하는 데 어려움을 겪었기 때문이었다. 결국 제프 포카로는 킴볼을 밴드에서 해고했다. 해고되기 전, 킴볼은 〈Right Part of Me〉라는 곡을 작곡하고 녹음했으며, 이 곡은 훗날 1998년 음반 《Toto XX》에 수록되었다. 그는 또한 《Isolation》 음반의 총 세 곡에 백업 보컬로 참여했다.
밴드는 여러 리드 보컬리스트를 사용한 덕분에, 데이비드 페이치와 루카서를 포함한 다른 멤버들이 리드 보컬을 맡으면서 주 보컬리스트를 잃은 충격을 어느 정도 완화할 수 있었다. 그럼에도 불구하고, 이는 밴드에게 중요한 변화였다. 이후 1년 동안 토토는 다른 프로젝트들, 특히 영화 《듄》의 사운드트랙 작업에 집중했다. 그러나 《듄》의 상업적 실패는 리드 보컬리스트를 잃은 상처에 또 다른 아픔을 더하는 결과를 초래했다.

## 평가
| 전문가 평가 | 전문가 평가 |
| 평가 점수   | 평가 점수   |
| 출처        | 점수        |
| ----------- | ----------- |
| AllMusic    | [ 5 ]       |

올뮤직의 회고적 리뷰는 제프 포카로, 데이비드 페이치, 스티브 루카서의 공연을 언급하며 긍정적으로 평가했으나, 《Isolation》을 "여정의 클론 음반, 여정이 성공을 거둔 슬픈 발라드는 빼고"라고 평가하며 비판했다.

## 곡 목록
| #  | 제목                 | 작사·작곡                    | 리드 보컬               | 재생 시간 |
| -- | -------------------- | ---------------------------- | ----------------------- | --------- |
| 1. | 〈Carmen〉           | 데이비드 페이치, 제프 포카로 | 퍼기 프레데릭센, 페이치 | 3:25      |
| 2. | 〈Lion〉             | 보비 킴볼, 페이치            | 프레데릭센              | 4:46      |
| 3. | 〈Stranger in Town〉 | 페이치, J. 포카로            | 페이치                  | 4:47      |
| 4. | 〈Angel Don't Cry〉  | 퍼기 프레데릭센, 페이치      | 프레데릭센              | 4:21      |
| 5. | 〈How Does It Feel〉 | 스티브 루카서                | 루카서                  | 3:50      |

| #   | 제목                | 작사·작곡                                            | 리드 보컬  | 재생 시간 |
| --- | ------------------- | ---------------------------------------------------- | ---------- | --------- |
| 6.  | 〈Endless〉         | 페이치                                               | 프레데릭센 | 3:40      |
| 7.  | 〈Isolation〉       | 프레데릭센, 루카서, 페이치                           | 프레데릭센 | 4:04      |
| 8.  | 〈Mr. Friendly〉    | 프레데릭센, 루카서, 페이치, J. 포카로, 마이크 포카로 | 프레데릭센 | 4:22      |
| 9.  | 〈Change of Heart〉 | 프레데릭센, 페이치                                   | 프레데릭센 | 4:08      |
| 10. | 〈Holyanna〉        | 페이치, J. 포카로                                    | 페이치     | 4:19      |

## 인증
| 국가        | 인증 |
| ----------- | ---- |
| 미국 (RIAA) | 골드 |